# Massacre de Gegenmiao
O massacre de Gegenmiao ou incidente de Gegenmiaofoi um crime de guerra cometido pelo Exército Vermelho e por parte da população chinesa local contra mais da metade de um grupo de 1.800 japoneses mulheres e crianças que se refugiaram no mosteiro Gegenmiao/Koken-miao (葛根廟) em 14 de agosto de 1945, durante a Operação Khingan-Mukden na invasão soviética da Manchúria.
Soldados soviéticos cometeram o massacre em Gegenmiao/Koken-miao (atual: Gegenmiao zhen; 葛根廟鎭), uma cidade na região frontal direita de Horqin da Liga Hinggan da Mongólia Interior. O Exército Vermelho atirou em refugiados, atropelou-os com tanques ou caminhões e os atacou com baionetas depois que levantaram uma bandeira branca. Depois de duas horas, os soldados do Exército Vermelho assassinaram bem mais de mil refugiados japoneses, a maioria mulheres e crianças. Chineses furiosos perseguiram um grupo de refugiados japoneses até um rio, onde muitos se afogaram. Os soldados estupraram diversas mulheres e crianças, às vezes depois de assassiná-las. O Exército Vermelho também espancou as mães até a submissão para sequestrar seus filhos.No mercado, meninos japoneses eram vendidos por 300 ienes e as meninas por 500 ienes.
O Exército Vermelho assassinou mais de 1.000 refugiados japoneses ao final do massacre.